# Grandrieux
Grandrieux ist eine französische Gemeinde mit 80 Einwohnern (Stand 1. Januar 2022) im Département Aisne in der Region Hauts-de-France (vor 2016 Picardie). Sie gehört zum Arrondissement Vervins, zum Kanton Vervins und zum Gemeindeverband Portes de la Thiérache.

## Geographie
Die Gemeinde Grandrieux liegt am Ostrand der Landschaft Thiérache an der Grenze zum Département Ardennes, die hier vom Fluss Serre markiert wird. Nachbargemeinden von Grandrieux sind Parfondeval im Nordwesten und Norden, Résigny im Norden und Nordosten, Rocquigny im Südosten sowie Rouvroy-sur-Serre im Südwesten.

## Bevölkerungsentwicklung
| Jahr                       | 1962 | 1968 | 1975 | 1982 | 1990 | 1999 | 2006 | 2012 | 2021 |
| -------------------------- | ---- | ---- | ---- | ---- | ---- | ---- | ---- | ---- | ---- |
| Einwohner                  | 162  | 137  | 144  | 121  | 102  | 97   | 90   | 90   | 79   |
| Quellen: Cassini und INSEE |      |      |      |      |      |      |      |      |      |

## Sehenswürdigkeiten
- Wehrkirche Saint-Nicolas, Monument historique seit 1987[1]
- Wasserturm
- Lavoir

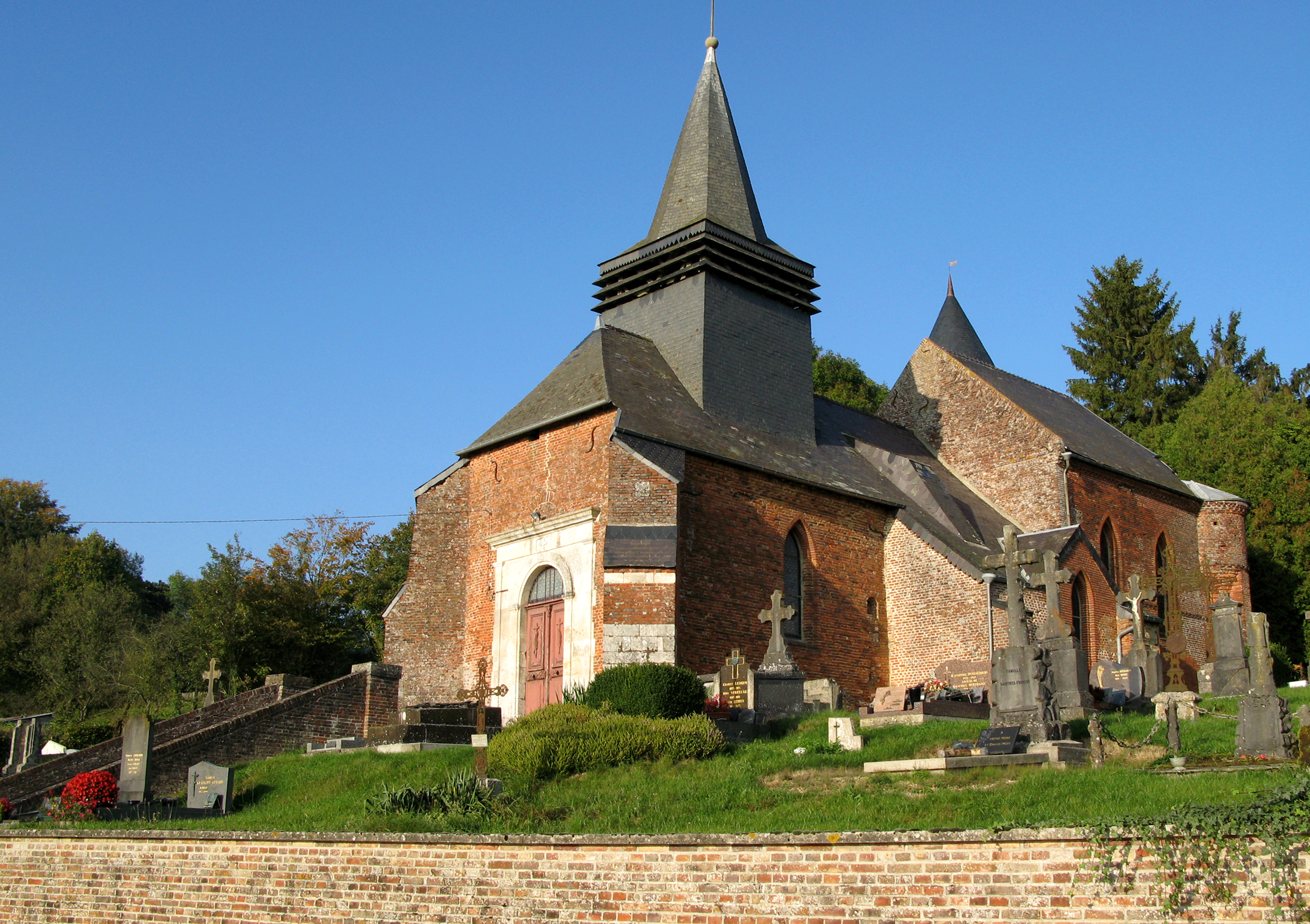
Kirche Saint-Nicolas
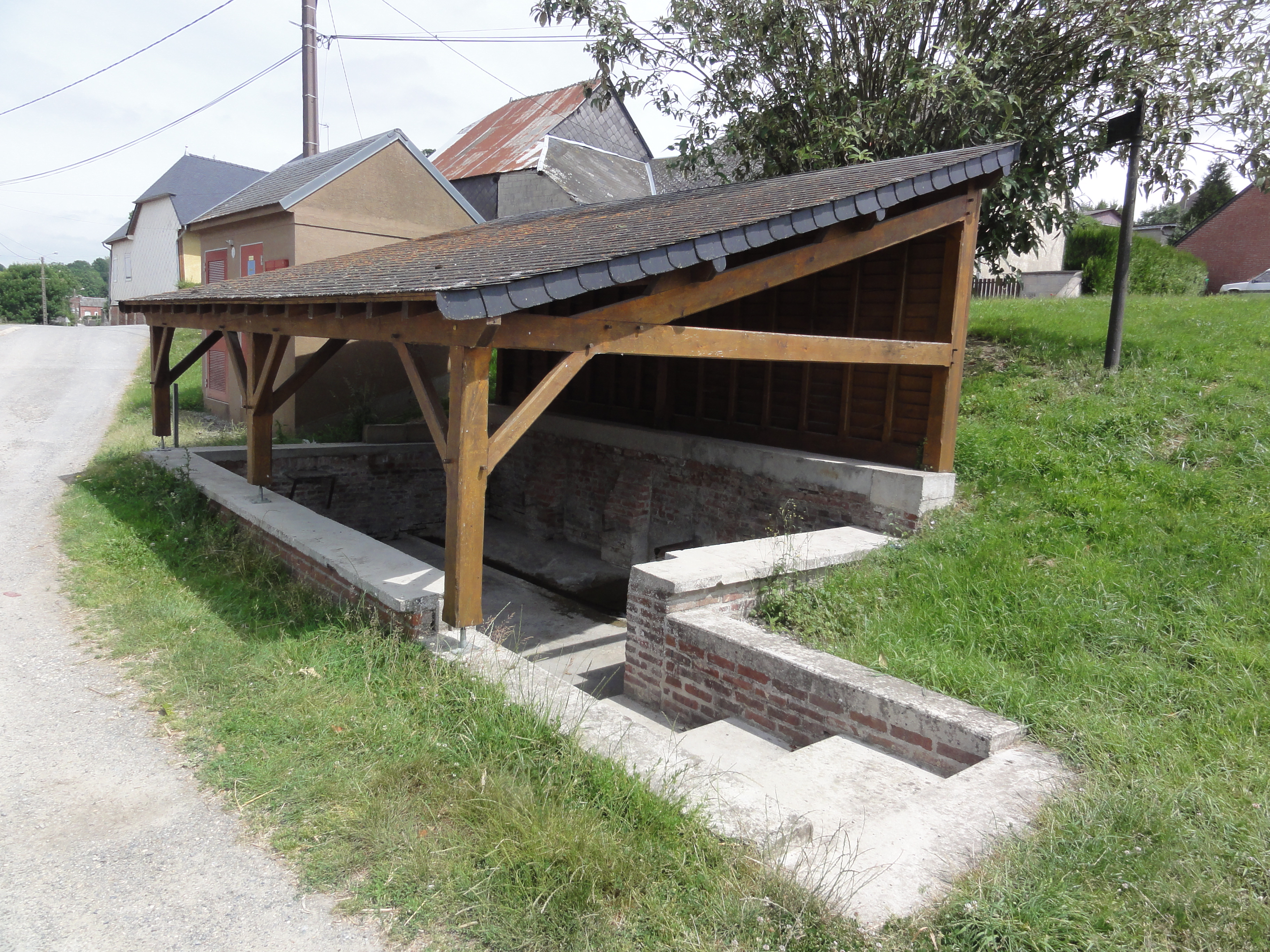
Lavoir